# Lahnaltarm von Bellnhausen
Lahnaltarm von Bellnhausen este o arie protejată (arie specială de conservare — SAC, sit de importanță comunitară — SCI) din Germania întinsă pe o suprafață de 16,39 ha, integral pe uscat.

## Localizare
Centrul sitului Lahnaltarm von Bellnhausen este situat la coordonatele 50°42′31″N 8°43′06″E / 50.7086°N 8.7183°E.

## Înființare
Situl Lahnaltarm von Bellnhausen a fost declarat sit de importanță comunitară în noiembrie 2004 pentru a proteja un număr necunoscut de specii din flora spontană și fauna sălbatică aflate în arealul zonei. Situl a fost protejat și ca arie specială de conservare în martie 2008.

## Biodiversitate
Situată în ecoregiunea continentală, aria protejată conține 2 habitate naturale: Lacuri eutrofice naturale cu vegetație de tip Magnopotamion sau Hydrocharition, Păduri aluvionare cu Alnus glutinosa și Fraxinus excelsior (Alno-Padion, Alnion incanae, Salicion albae).
La baza desemnării sitului se află un număr nedeclarat de specii protejate:
Pe lângă speciile protejate, pe teritoriul sitului au mai fost identificate 4 specii de nevertebrate.